# Arondismentul Clermont
Arondismentul Clermont (în franceză Arrondissement de Clermont) este un arondisment din departamentul Oise, regiunea Picardia, Franța.

## Subdiviziuni

### Cantoane
- Cantonul Breteuil
- Cantonul Clermont
- Cantonul Froissy
- Cantonul Liancourt
- Cantonul Maignelay-Montigny
- Cantonul Mouy
- Cantonul Saint-Just-en-Chaussée

### Comune
| 1. Abbeville-Saint-Lucien (60003)     | 2. Les Ageux (60006)                    | 3. Agnetz (60007)                   | 4. Airion (60008)                    |
| 5. Angicourt (60013)                  | 6. Angivillers (60014)                  | 7. Angy (60015)                     | 8. Ansacq (60016)                    |
| 9. Ansauvillers (60017)               | 10. Avrechy (60034)                     | 11. Avrigny (60036)                 | 12. Bacouël (60039)                  |
| 13. Bailleul-le-Soc (60040)           | 14. Bailleval (60042)                   | 15. Bazicourt (60050)               | 16. Beauvoir (60058)                 |
| 17. Blincourt (60078)                 | 18. Bonneuil-les-Eaux (60082)           | 19. Bonvillers (60085)              | 20. Brenouille (60102)               |
| 21. Breteuil (60104)                  | 22. Breuil-le-Sec (60106)               | 23. Breuil-le-Vert (60107)          | 24. Broyes (60111)                   |
| 25. Brunvillers-la-Motte (60112)      | 26. Bucamps (60113)                     | 27. Bulles (60115)                  | 28. Bury (60116)                     |
| 29. Cambronne-lès-Clermont (60120)    | 30. Campremy (60123)                    | 31. Catenoy (60130)                 | 32. Catillon-Fumechon (60133)        |
| 33. Cauffry (60134)                   | 34. Cernoy (60137)                      | 35. Chepoix (60146)                 | 36. Choisy-la-Victoire (60152)       |
| 37. Cinqueux (60154)                  | 38. Clermont (60157)                    | 39. Coivrel (60158)                 | 40. Courcelles-Epayelles (60168)     |
| 41. Cressonsacq (60177)               | 42. Crèvecoeur-le-Petit (60179)         | 43. Cuignières (60186)              | 44. Domfront (60200)                 |
| 45. Dompierre (60201)                 | 46. Erquery (60215)                     | 47. Erquinvillers (60216)           | 48. Esquennoy (60221)                |
| 49. Essuiles (60222)                  | 50. Ferrières (60232)                   | 51. Fitz-James (60234)              | 52. Fléchy (60237)                   |
| 53. Fouilleuse (60247)                | 54. Fournival (60252)                   | 55. Le Frestoy-Vaux (60262)         | 56. Froissy (60265)                  |
| 57. Gannes (60268)                    | 58. Godenvillers (60276)                | 59. Gouy-les-Groseillers (60283)    | 60. Grandvillers-aux-Bois (60285)    |
| 61. Hardivillers (60299)              | 62. Heilles (60307)                     | 63. Hondainville (60317)            | 64. La Hérelle (60311)               |
| 65. Labruyère (60332)                 | 66. Laigneville (60342)                 | 67. Lamécourt (60345)               | 68. Liancourt (60360)                |
| 69. Lieuvillers (60364)               | 70. Litz (60366)                        | 71. Léglantiers (60357)             | 72. Maignelay-Montigny (60374)       |
| 73. Maimbeville (60375)               | 74. Maisoncelle-Tuilerie (60377)        | 75. Le Mesnil-Saint-Firmin (60399)  | 76. Le Mesnil-sur-Bulles (60400)     |
| 77. Mogneville (60404)                | 78. Monceaux (60406)                    | 79. Monchy-Saint-Éloi (60409)       | 80. Montgérain (60416)               |
| 81. Montiers (60418)                  | 82. Montreuil-sur-Brêche (60425)        | 83. Mory-Montcrux (60436)           | 84. Mouy (60439)                     |
| 85. Moyenneville (60440)              | 86. Ménévillers (60394)                 | 87. Méry-la-Bataille (60396)        | 88. Neuilly-sous-Clermont (60451)    |
| 89. La Neuville-Roy (60456)           | 90. La Neuville-Saint-Pierre (60457)    | 91. La Neuville-en-Hez (60454)      | 92. Nointel (60464)                  |
| 93. Noirémont (60465)                 | 94. Noroy (60466)                       | 95. Nourard-le-Franc (60468)        | 96. Noyers-Saint-Martin (60470)      |
| 97. Oursel-Maison (60485)             | 98. Paillart (60486)                    | 99. Plainval (60495)                | 100. Plainville (60496)              |
| 101. Le Plessier-sur-Bulles (60497)   | 102. Le Plessier-sur-Saint-Just (60498) | 103. Le Ployron (60503)             | 104. Pronleroy (60515)               |
| 105. Puits-la-Vallée (60518)          | 106. Le Quesnel-Aubry (60520)           | 107. Quinquempoix (60522)           | 108. Rantigny (60524)                |
| 109. Ravenel (60526)                  | 110. Reuil-sur-Brêche (60535)           | 111. Rieux (60539)                  | 112. Rocquencourt (60544)            |
| 113. Rosoy (60547)                    | 114. Rousseloy (60551)                  | 115. Rouvillers (60553)             | 116. Rouvroy-les-Merles (60555)      |
| 117. Royaucourt (60556)               | 118. La Rue-Saint-Pierre (60559)        | 119. Rémécourt (60529)              | 120. Rémérangles (60530)             |
| 121. Sacy-le-Grand (60562)            | 122. Sacy-le-Petit (60563)              | 123. Sains-Morainvillers (60564)    | 124. Saint-André-Farivillers (60565) |
| 125. Saint-Aubin-sous-Erquery (60568) | 126. Saint-Félix (60574)                | 127. Saint-Just-en-Chaussée (60581) | 128. Saint-Martin-Longueau (60587)   |
| 129. Saint-Martin-aux-Bois (60585)    | 130. Saint-Remy-en-l'Eau (60595)        | 131. Sainte-Eusoye (60573)          | 132. Sérévillers (60615)             |
| 133. Tartigny (60627)                 | 134. Thieux (60634)                     | 135. Thury-sous-Clermont (60638)    | 136. Tricot (60643)                  |
| 137. Troussencourt (60648)            | 138. Valescourt (60653)                 | 139. Vendeuil-Caply (60664)         | 140. Verderonne (60669)              |
| 141. Villers-Vicomte (60692)          | 142. Wacquemoulin (60698)               | 143. Wavignies (60701)              | 144. Welles-Pérennes (60702)         |
| 145. Épineuse (60210)                 | 146. Étouy (60225)                      |                                     |                                      |